# Rimbo socken
Rimbo socken i Uppland ingick i Sjuhundra härad, ingår sedan 1971 i Norrtälje kommun och motsvarar från 2016 Rimbo distrikt.
Socknens areal är 77,70 kvadratkilometer, varav 70,51 land. År 2000 fanns här 5 522 invånare.  Godset Adamsberg, tätorten Rimbo samt sockenkyrkan Rimbo kyrka ligger i socknen.  

## Administrativ historik
Rimbo socken har medeltida ursprung. 
Vid kommunreformen 1862 övergick socknens ansvar för de kyrkliga frågorna till Rimbo församling och för de borgerliga frågorna till Rimbo landskommun. Landskommunen uppgick 1952 i Sjuhundra landskommun som 1967 uppgick i en återbidlad Rimbo landskommun som 1971 uppgick i Norrtälje kommun.
1 januari 2016 inrättades distriktet Rimbo, med samma omfattning som församlingen hade 1999/2000.  
Socknen har tillhört län, fögderier, tingslag och domsagor enligt vad som beskrivs i artikeln Sjuhundra härad. De indelta soldaterna tillhörde Upplands regemente Hundra Härads kompani samt Livregementets dragonkår, Roslags skvadron. De indelta båtsmännen tillhörde Norra Roslags 2:a båtsmanskompani.

## Geografi
Rimbo socken ligger väster om Norrtälje kring sjöarna Synningen och Långsjön. Socknen har odlad slättbygd kring Rimbo och är i övrigt en sjörik skogsbygd.
Genom socknen går riksväg 77 samt länsväg 280.

## Fornlämningar
Från bronsåldern finns spridda gravrösen och skärvstenshögar. Från järnåldern finns 26 gravfält och två fornborgar. Tre runstenar finns vid kyrkan.

## Namnet
Namnet skrevs 1303 Ringboheredhi och 1448 >Rymboo. Namnets ursprungliga efterled är härad, 'bygd'. Förleden innehåller ring med möjlig betydelse '(ringformad) fornborg' och inbyggarbeteckningen bo. Tolkningen blir då 'bygden tillhörande dem som bor i området vid fornborgen'.